# Alfredo Lucero
Alfredo Orlando Lucero Sosa (San Luis, 8 februari 1979) is een Argentijns wielrenner die anno 2016 rijdt voor San Luis Somos Todos.
Tijdens de Ronde van Chili in 2011 testte Lucero positief op het gebruik van stanozolol. Hij werd door de UCI voor twee jaar geschorst.

## Belangrijkste overwinningen
2009
Eindklassement Ronde van San Luis
2013
3e etappe Ronde van Bolivia (ploegentijdrit)

## Resultaten in voornaamste wedstrijden
| Jaar |  | WK op de weg |
| ---- |  | ------------ |
| 2009 |  | opgave       |

## Ploegen
- 2013 –  San Luis Somos Todos (vanaf 1-6)
- 2014 –  San Luis Somos Todos
- 2015 –  San Luis Somos Todos
- 2016 –  San Luis Somos Todos

Badde · Claveles · Díaz · Giacinti · Godoy · Guevara · Juárez · A.Lucero · J.A.Lucero · Martínez · Messineo · Murgo · Quiroga · Sartasov · Sosa · Velázquez
Díaz · Giacinti · Godoy · Guevara · Juárez · J.A.Lucero · A.Lucero · Martínez · Messineo · Moyano · Murgo · Quiroga · Sartasov · Sosa · Velázquez
Giacinti · Godoy · Guevara · Juárez · J.A.Lucero · A.Lucero · Martínez · Messineo · Mini · Moyano · Murgo · Quiroga · Richeze · Sartasov · Sosa
Bertola · Godoy · Guevara · Lucero · Mini · Moyano · Murgo · Quiroga · Richeze · Sosa · Torres